# 沈降反応
沈降反応（ちんこうはんのう、precipitation reaction）とはコロイド状の可溶性抗原が特異抗体と結合すると肉眼で観察可能な沈降物を生じる反応。沈降反応は抗原や抗体の定量や定性に利用され、混合法、重層法、ゲル内拡散法がある。

## 混合法
試験管内に抗原と抗血清を直接混合し、一定時間感作させる。抗原あるいは抗体の量に応じた抗原抗体複合体を形成するので、その量を定量する。

## 重層法
界面沈降試験とも呼ばれる。試験管内の抗血清上に抗原を重層すると、両液の境界面に白い沈殿が形成される。

## ゲル内拡散法
寒天やアガロースなどのゲル内に抗原と抗体を拡散させると最適比濃度の部位に白い沈降線が形成される